# 물고랭이

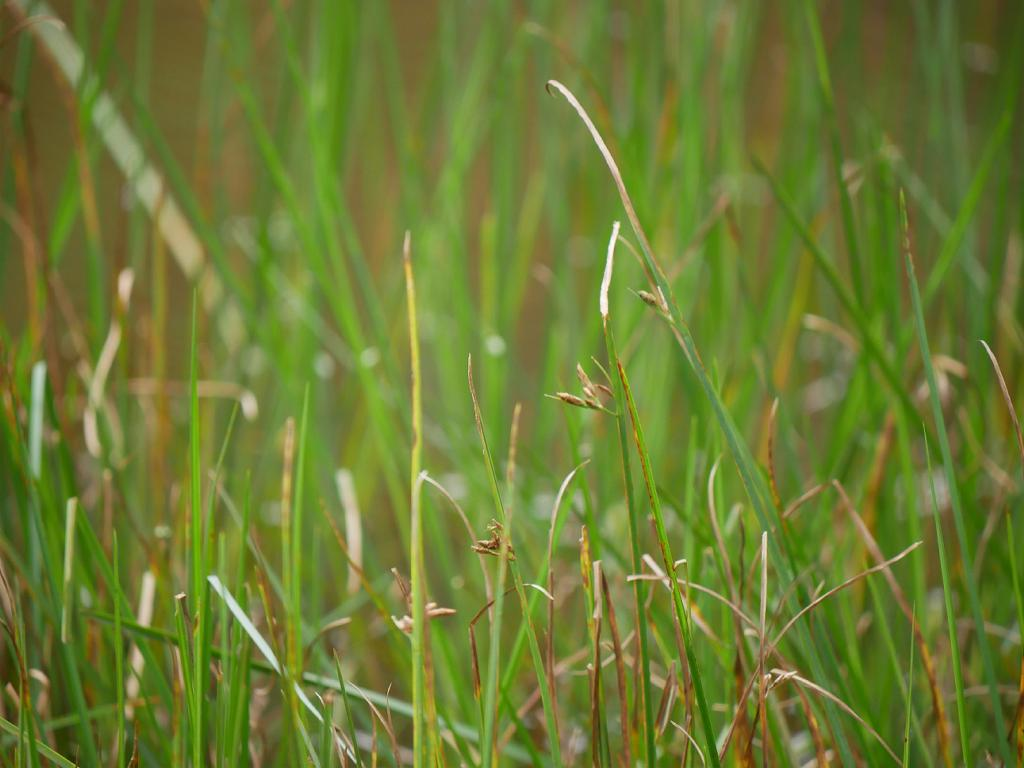

물고랭이(Scirpus nipponicus)는 주로 한국·중국·일본에 분포하는 여러해살이풀이다. 뿌리줄기는 가로로 뻗으며 줄기는 날카로운 세모기둥으로 가늘고 길다. 꽃차례는 옆에 달리고 2-3갈래로 갈라져 벌어지고 줄기끝에 연달은 꽃턱잎은 세모기둥을 이루며 길이 1-2cm이다. 작은 이삭은 3-8개이고 달걀 모양 원주형이며 길이 10-15㎜이고 양끝이 뾰족하다. 영은 달걀 모양 바소꼴이고 길이 6㎜이며 끝이 날카롭거나 혹은 뭉툭하며 적갈색이고 등 부분이 녹색이다. 수술은 2개이고 암술대는 2갈래로 갈라졌다. 씨방아래수염은 4개이다. 꽃은 7-10월에 피며 수과는 넓은 거꿀달걀꼴이다. 연못 부근의 습지에서 자란다.